# Agallissus lepturoides
Agallissus lepturoides là một loài bọ cánh cứng trong họ Cerambycidae.